# Protestlied
Ein Protestlied oder auch Protestsong ist ein Lied, das sich gegen eine Autorität richtet und meist soziale oder politische Missstände thematisiert.

## Kennzeichen
Ein Protestlied erfüllt primär eine politische, aufklärende Funktion und hat daher tendenziell einen auffordernden Charakter. Es entsteht vor dem Hintergrund zu agitieren, mobilisieren, solidarisieren und sich reflektierend mit sozialen und politischen Konflikten auseinanderzusetzen. Dementsprechend zeichnet sich das Protestlied in erster Linie durch seinen Text aus. Doch auch musikalische Elemente wie Blue-Notes oder Offbeat-Rhythmen können als Gegensatz zu festgelegten Normen die kritischen Botschaften unterstreichen.

## Geschichte

### Deutschland

#### Arbeiterbewegung
Politische Lieder und soziale Bewegungen stehen traditionell in einem engen Zusammenhang. Schon in den demokratischen und nationalen Freiheitsbewegungen im frühen 19. Jahrhundert, den napoleonischen Befreiungskriegen, sowie im Vormärz der Revolution 1848/49 wurden politische Lieder gesungen. Bereits 1844 entstand spontan das deutsche Arbeiterlied „Das Blutgericht“ in den Schlesischen Weberaufständen.

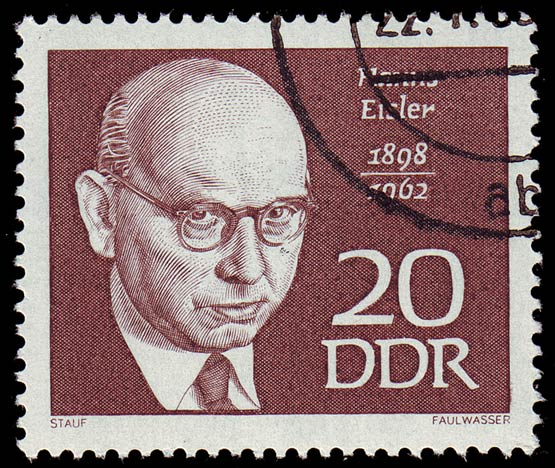
Hanns Eisler

Als sich um 1860 die sozial-demokratischen Parteien aus den Arbeiterbildungsvereinen gründeten, hatten politische Lieder einen ebenso hohen Stellenwert. Sie sind ein Symbol der 'alternative culture', das ein Gegenbeispiel zur bürgerlichen Kultur darstellen wollte.
In der Arbeiterbewegung des frühen 20. Jahrhunderts waren Protestlieder meistens schlicht und wurden oft auf der Basis traditioneller Lieder umgedichtet. Zumeist wurden sie von sozialistisch oder kommunistisch orientierten klassisch gebildeten Komponisten wie zum Beispiel Hanns Eisler, oder dem Songwriter Pete Seeger für die kämpfenden Arbeiter geschrieben.
Auch einfache Arbeiter wie Sarah Ogan Gunning oder Aunt Molly Jackson aus den USA schrieben unter dem Eindruck des Klassenkampfes eigene Lieder. Arbeiterchöre sangen ebenfalls Protestsongs (siehe auch: Arbeiterlied). „Diese [Lieder] erfüllten verschiedene soziale Funktionen: Nach außen waren die Lieder ein Bekenntnis, sie propagierten die Ideen der Arbeiterbewegung, in ihnen wurden grundsätzliches Wissen, Moral, Wertvorstellungen ausgedrückt. Sie dienten der Agitation und Ermutigung von Arbeitern, für die Durchsetzung der sozialen Interessen der eigenen Klasse einzutreten, waren auch ein Stück Selbststärkung. Zudem bedeutete die Selbstverständigung über die soziale Lage und politischen Ziele im vereint gesungenen Arbeiterlied ein Gemeinschaftserlebnis und vermittelte Solidaritätsgefühle.“

#### Liedermacher in Westdeutschland und in DDR

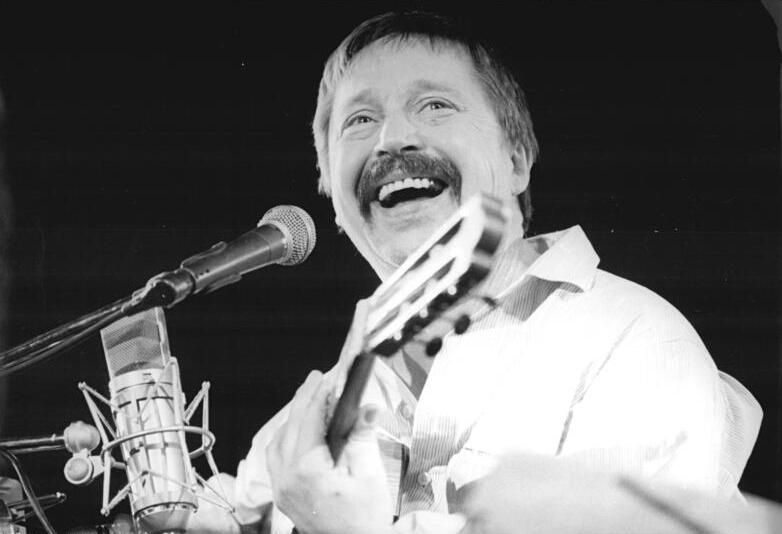
Wolf Biermann

Die Konflikte der USA in den 1960er Jahren beeinflussten auch die musikalische Szene in den beiden deutschen Staaten.
Die DDR schrieb den Bürgern die kritische Positionierung zum Westen vor, bestrafte zudem jede aufkeimende Kritik gegen den eigenen Staat. Musikern und Gruppen wie Wolf Biermann oder der Klaus Renft Combo, die sich dennoch offene Kritik erlauben wollten, verordnete der Staat ein Auftrittsverbot.
In Westdeutschland orientierte sich die musikalische Szene an dem angloamerikanischen Vorbild. In den 1960er Jahren fand um die Burg Waldeck eine Versammlung von einer überschaubaren, aber lebhaften Folkszene statt. Antifaschismus und Antikapitalismus sind Stichworte, die den Inhalt der politische Agenda dieser Szene ausmachten. Eine poppige Performance und Showbusiness waren in diesem Kreis verpönt.

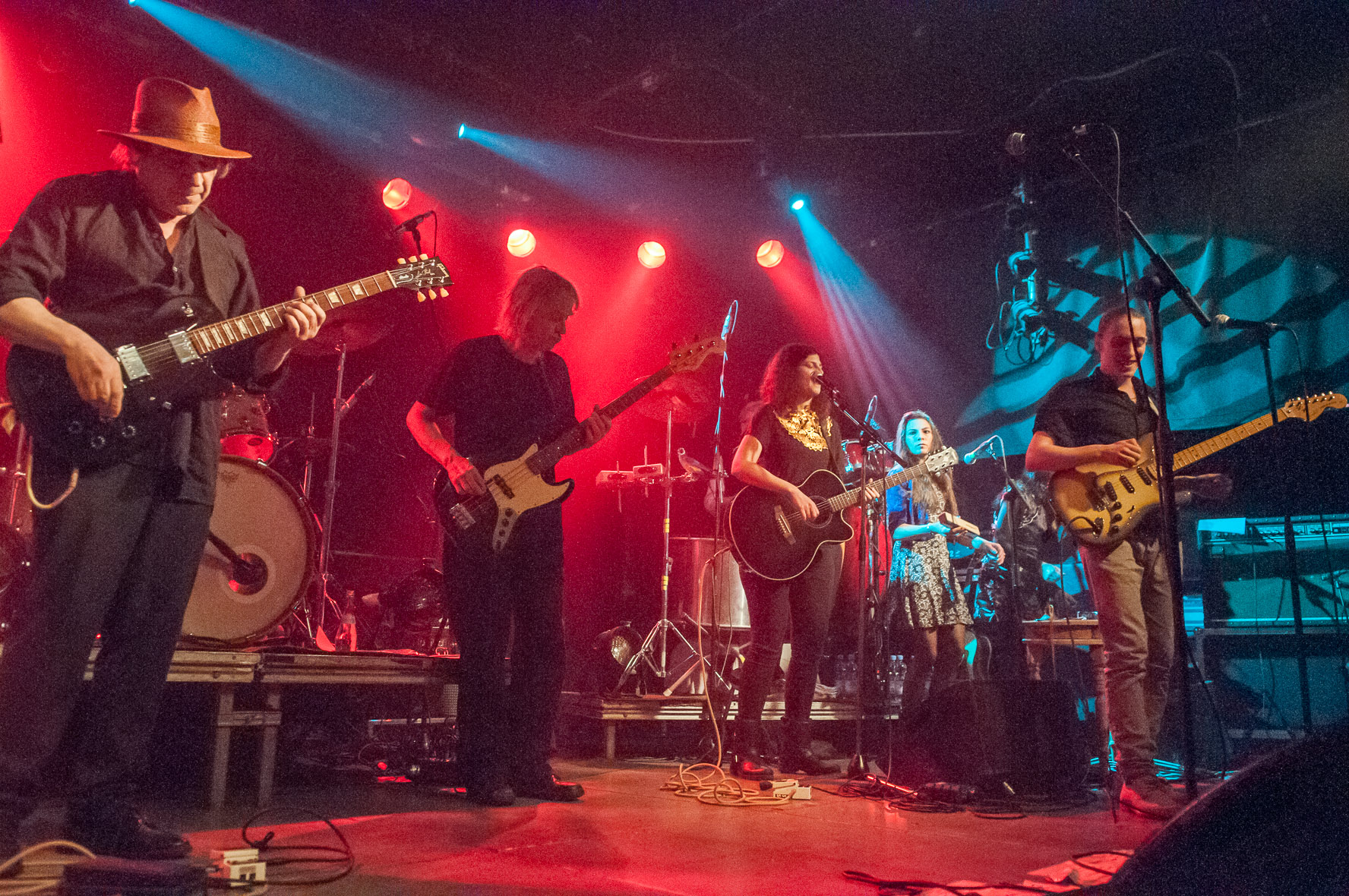
Die Rockband „Ton Steine Scherben“

In den 1970er-Jahren sorgte die erste und einflussreiche deutsche Rockband Ton Steine Scherben mit ihren sozialkritischen und emotional geladenen Texten für Furore. Die Inhalte der Songtexte stoßen besonders in der links-alternativen Szene auf Anklang; noch heute gelten sie als Kultband in der linken Szene.
Nach der Wiedervereinigung und den rechtsradikalen Überfällen in Rostock, Mölln und Hoyerswerda entstanden antirassistische Initiativen, die von einigen jungen Bands mitgetragen wurden. Die Goldenen Zitronen, Die Sterne, Blumfeld sowie Tocotronic schlossen sich dem Label Hamburger Schule an. Im Gegenzug sprach die Hardrock-Band Böhse Onkelz ein teilweise rechts-gesinntes Publikum an.

### USA

#### Folkmusik

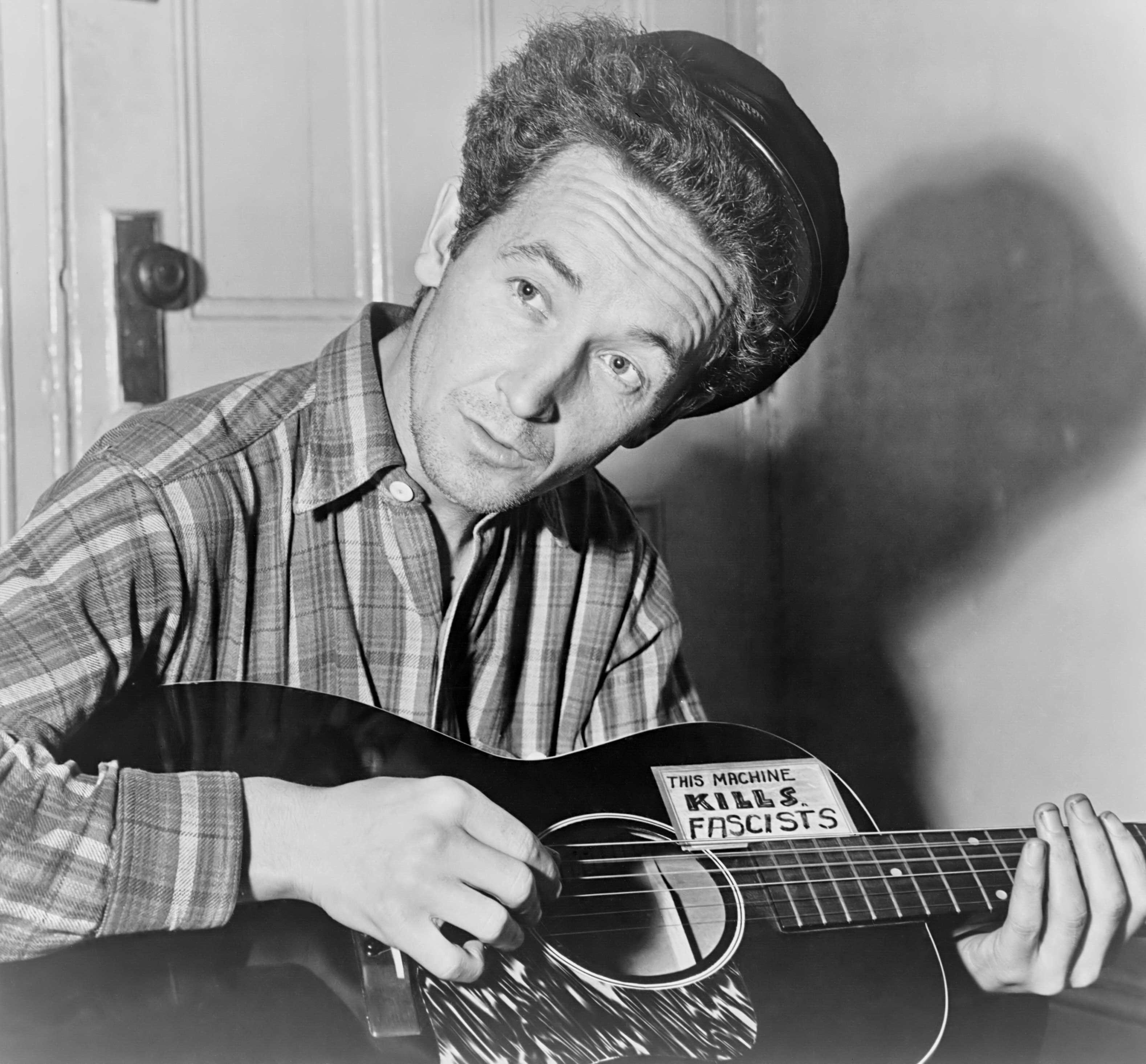
Woody Guthrie

In den 1950er-Jahren gab es besonders in den USA ein verstärktes Interesse an Folkmusik. Im Zusammenhang mit den gesellschaftlichen Umbrüchen in den 1960er Jahren (Emanzipationsbewegung, später die Anti-Vietnamkriegsproteste) war die Folkbewegung, die aus der weißen Mittelklasse kam, zum Teil sehr stark politisiert. Hauptsächlicher Bezugspunkt war die Tradition Woody Guthries, und die radikale Zeit der Popular Front der 1930er Jahre hallte in ihnen noch nach. Sie richteten sich vor allem gegen Rassendiskriminierung und Krieg. Wichtige Vertreter waren der junge Bob Dylan, Phil Ochs und Joan Baez. Auch Lieder gegen nukleare Waffen drangen in den Vordergrund, so zum Beispiel Eve of Destruction von Barry McGuire, It’s Good News Week von den Hedgehoppers Anonymous oder Morning Dew von Tim Rose.
Die Bürgerrechtsbewegungen, die für die gesellschaftliche Gleichstellung von Schwarzen und Weißen plädierten, überlagerten sich mit dem Konflikt über den Vietnamkrieg.
Als die USA im Jahre 1965 mit der militärischen Intervention begann, ist die Situation bereits angespannt. Die Drohung eines Atomkrieges schwebte noch immer wie ein Damoklesschwert über den Bürgern der Vereinigten Staaten, die Nachwehen der Kubakrise und des Koreakrieges sind noch nicht überwunden. Musiker wie Phil Ochs und Bob Dylan thematisierten schon zu Beginn der 60er Jahre diese politischen Konflikte und griffen die Stimmung innerhalb der Bevölkerung auf. Mit ihren Songs Talking Vietnam Blues und Masters of War gründeten sie ein neues Pop-Genre. In den folgenden Monaten adaptierten weitere Bands und Musiker in ihren Kompositionen die Formate und Inhalte der ersten Protestsongs. Unter anderem ließen sich John Lennon, Joan Baez, Creedence Clearwater Revival und Jefferson Airplane von dem neuen Stilmittel inspirieren.
20 Jahre später wirkten sich die Anschläge vom 11. September 2001 in New York ebenfalls auf die musikalische Popkultur aus. Rockstars wie Bruce Springsteen und Neil Young, die sich zuvor in ihren Liedern kritisch gegenüber dem US-amerikanischen Staat ausgedrückt hatten, schrieben nun patriotische Lieder als Reaktion auf den Terroranschlag.

#### Punk
Ende der 60er Jahre entstand der Punk in den USA. Die Ideologie des Punks ist die Ablehnung sämtlicher gesellschaftlicher Normen, was sich nicht nur in Musik und Liedtexten niederschlägt, sondern auch in Kleidung und Sozialverhalten. Die Anhänger dieser Musikrichtung verfolgen einen Lebensstil nach dem Motto „No Future“.
Die Songtexte sind häufig gesellschaftskritisch. Jedoch sind sie zumeist auf die eigene Erfahrungswelt in einer modernen kapitalistischen Gesellschaft bezogen und oft nihilistisch, das heißt, sie bieten keine Lösungsmöglichkeiten für die Probleme an, aber auch explizit politische Texte mit Kritik an Kapitalismus, Krieg oder Rechtsextremismus kommen häufig vor. (siehe auch: Punk (Musik)).
Die feministische Variante des Punk wurde unter dem Namen Riot Grrrl bekannt.

#### Hip-Hop
Die Musikrichtung Hip-Hop entstand in den frühen 70er Jahren. Die Hip-Hop Bewegung bildete sich in den [Ghetto]s der USA. Sie zeichnete sich dadurch aus, dass sie Missstände und Problematiken innerhalb und außerhalb der isolierten Gesellschaft in den Ghettos aufzeigte. Auch heute noch existiert neben dem Mainstream-Hip-Hop eine Szene mit gesellschaftskritischem oder politischem Rap.

### Lateinamerika

#### Nueva canción

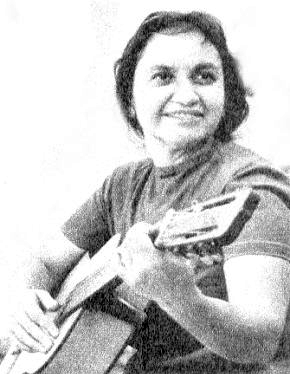
Violeta Parra

Durch die Kombination traditioneller Volksmusik mit sozialkritischen Elementen entwickelte sich in Lateinamerika in den 50er und 60er Jahren eine neue Form des politischen Liedes, die Nueva canción. Zunächst verbreitete sich die Nueva canción in Chile, Argentinien und Uruguay, bald fand sie jedoch in ganz Lateinamerika, zum Teil auch in Europa Verbreitung. Die politischen Lieder befassten sich unter anderem mit Themen wie der Armut des Volkes, Demokratie, Imperialismus, sowie Menschenrechte und Religion. Musikalisch orientierte sich die Nueva canción sowohl an Andiner Musik, der sogenannten Música negra, als auch an kubanischer, spanischer Musik und lateinamerikanischer Folklore. Ein wichtiger musikalischer Bezugspunkt ist ebenso die chilenische ländliche Liedform namens Cueca. Oft wurden die politisch motivierten und meist spanischen Texte von der Gitarre, der Quena, Zampoña, der Charango oder dem Cajón begleitet. Eine bekannte Vertreterin der Nueva canción war die Musikerin Violeta Parra.
Im Jahr 1973 sorgte der Putsch gegen Salvador Allende für ein starkes Wachstum dieser politischen und musikalischen Ausdrucksform. In dieser Zeit wurde der bekannte Sänger Víctor Jara vom Regime unter dem General und Diktator Augusto Pinochet gefoltert und ermordet. Die Nueva canción zog sich in den Untergrund zurück. Nach Pinochets Herrschaft wurde das Stadion, in dem Victor Jara ermordet worden war, umbenannt zum Estadio Víctor Jara.

### Afrika
Der bisher wohl bedeutendste Protestmusiker Afrikas ist Fela Kuti, der mit seiner schonungslosen Kritik der Militärdiktatur weit über sein Heimatland Nigeria in ganz Afrika bekannt wurde.

#### Arabischer Rap
Seit den 1980er Jahren etablierte sich die Rap-Musik in den meisten nordafrikanischen Staaten und denen des Nahen Ostens. In Algerien bedeuteten die Unruhen im Jahre 1988 den Anfang der Rap-Geschichte. In diesem Kontext wurden die Gruppen Intik und Le Micro brise le Silence (MBS) bekannt. Die Gruppe MBS thematisierte in ihren Liedern soziale und politische Missstände des Landes und versuchte, ihr Publikum zum politischen Protest aufzufordern.
Von Algerien aus übertrug sich die Hip-Hop Kultur dann auf die gesamte arabische Hemisphäre bis nach Israel in der Mitte der 90er Jahre.
In Ägypten gründeten sich die Bands MTM, Y-Crew, Omar x AkaEks Ende der 1990er Jahre. In den 2000er Jahren schlossen sich ihnen berühmte Nachfolger wie die arabisch und englisch singenden Arabian Knightz an. Um 2001 wurde Princess Emmanuelle als erste weibliche Rapperin bekannt. Die meisten Liedtexte beziehen sich inhaltlich auf den Zustand der sozialen Ungerechtigkeit, auf gesellschaftliche Tabus; einige Texte jedoch rufen konkret dazu auf, dem Kapitalismus und dem Konsumdrang zu widerstehen und eine arabische Einheit herbeizuführen („Arabs Stand Up“ von den Arabian Knightz).
Mittlerweile ist das Publikum für diese Künstler in den arabischen Staaten zu einer breiten Masse angewachsen und es gibt zahlreiche Künstler, die den Stil der 90er Jahre Rap-Pioniere nachahmen.

### Sowjetunion

#### Staatlich geförderter Protest gegen Missstände im Ausland
Der Sowjetstaat, der selber eine „notorische Zwangsherrschaft“ darstellte, förderte Protestsongs gegen den Feind im Ausland, namentlich die USA, oder Ausbeuter der Arbeiterklasse, aber auch gegen Juntas, die Menschenrechte unterdrückten.

#### Protest im Verborgenen
„Barden“, Liedermacher, welche sich selbst mit der Gitarre begleiteten, spielten oft nur privat, wurden aber auch durch Auftrittsverbote dazu gezwungen wie Alexander Galitsch. Auch Rock-’n’-Roll-Bands kamen bei entsprechenden Texten mit der Zensur in Konflikt.

## Russland
Ab dem Jahr 2006 gab es vermehrt Protestkundgebungen in Russland und Musiker protestierten „gegen die kriminellen Mitglieder der Regierung und deren Verbindung zur Russischen Orthodoxen Kirche.“ Protestsongs waren fortan nach Möglichkeit ein Bestandteil von Demonstrationen und Alexei Nawalny schrieb 2011 einen Wettbewerb aus für einen Protestsong zum Wahlbetrug. Der Gewinnersong von Rabfak hieß „Unsere Nervenklinik stimmt für Putin“. Andernorts trat auch „Wasja Oblomow“ auf, ein Putin-kritischer Rapper, in dessen Video auch Xenija Sobtschak mitgewirkt hatte.
 TV-Shows in staatlich kontrollierten Medien in den Jahren nach den Proteste gegen die Wiederwahl Putins sendeten antiwestliche Rhetorik, welche Erinnerungen an die sowjetische Propaganda wach riefen. Die Jeschow-Band protestierte mit einem Lied gegen die „anti-amerikanische Propaganda in den offiziellen russischen Massenmedien.“

## Trivia
- Deep Purples Child in Time aus dem Jahr 1969 ist ein Protestsong gegen den Vietnamkrieg.
- Die Ärzte schrieben mit dem Grotesksong ihres Albums 13 einen Protestsong „gegen Protestsongs“. Das Lied setzt sich auf ironische Art mit dem Phänomen „Protestsong“ auseinander.
- 2025 veröffentlichten 1000 britische Künstler und Gruppen das Album Is This What We Want? als Protest gegen Versuche der britischen Regierung den Urheberrechtsschutz zu Gunsten der KI-Indusltrie aufzuweichen.[13]

Seit 2004 findet alljährlich am 12. Februar der Protestsongcontest im Wiener Rabenhof Theater statt.

## Kritik
Insofern Protestlieder, um verbreitet zu werden, ihrerseits den Verwertungsmechanismen der Kulturindustrie unterliegen, sind sie der Gefahr der Vereinnahmung ausgesetzt; im Extremfall ist der Protest bloßes Vehikel der Vermarktung (rebel image). Selbst wenn es anders gemeint ist, kann das Protestlied zur Ergänzung der Welt werden, gegen die es protestiert.